# Michelle Borth
 (juin 2017).
Michelle Borth, née le 19 août 1978 à Secaucus (New Jersey), est une actrice et mannequin américaine.

## Biographie
Michelle Borth est née et a grandi à New York. Sa mère est d'origine italienne et possède une entreprise de rénovation, son père travaille pour le New York Times et elle a deux frères plus jeunes.
Elle a étudié à l'université Pace de Manhattan, elle a obtenu son Bachelor of Fine Arts (licence) en 2001, en théâtre et histoire de l'art.
Depuis 2010, elle incarne le personnage de Catherine Rollins, la petite amie de McGarrett dans la série Hawaii 5-0. En mars 2014, son départ de la série est confirmé et la dernière apparition de l'actrice sera dans l'épisode final de la saison 4 diffusé le 8 mai 2014 aux États-Unis. Elle réapparaît dans la série lors du dernier épisode de la saison 5, les trois premiers épisodes de la saison 6 ainsi que l’épisode 7 de la saison 7, l’épisode 20 de la saison 8 et l'épisode 11 de la saison 9 ainsi que dans l’épisode final de la série

## Filmographie

### Cinéma
- 2002 : In Your Face : Brittany Jarvis
- 2002 : Apartment : Watermelon Girl
- 2003 : Warnings - Les signes de la peur : Katrina Munro
- 2003 : Wonderland : Sonia
- 2004 : The Sisterhood : Devin Sinclair
- 2006 : Carnage : Les Meurtres de l'étrangleur de Hillside : Nicole
- 2006 : Trespassers : Ashley
- 2007 : Lucky You : petite amie de Josh Cohen
- 2009 : Timer : Steph Depaul
- 2013 : Easy Rider: The Ride Back : Vanessa Monteague
- 2016 : Teenage Cocktail : Lynn Fenton
- 2019 : Shazam! de David F. Sandberg : la forme super-héroïque de Mary Bromfield

### Télévision
- 2002 : Off Centre, appartement 6D (série télévisée) : Carly (saison 2, épisode 04)
- 2004 : Center of the Universe (série télévisée) : Peggy (saison 1, épisode 06)
- 2005 : Freddie (série télévisée) : Nikki (saison 1, épisode 04)
- 2005 : Komodo vs Cobra (téléfilm) : Susan Richardson
- 2007 : Tell Me You Love Me (série télévisée) : Jamie (Rôle régulier - 10 épisodes)
- 2007 : New York, unité spéciale : Avery Hemmings (saison 9, épisode 18)
- 2007 : Supernatural (série télévisée) : Carmen Porter (saison 2, épisode 20)
- 2008 : The Cleaner (série télévisée) : Lisa (saison 1, épisode 11)
- 2009-2010 : Forgotten (série télévisée) : Candace Butler (Rôle régulier - 17 épisodes)
- 2010 : The Line (série télévisée) : Sharon Perry (2 épisodes)
- 2010 : Matadors (téléfilm) : Juliana Lodari
- 2011 : Petite orgie entre amis (téléfilm) : Sue
- 2011 : Médecins de combat (série télévisée) : Major Rebecca Gordon (Rôle régulier - 13 épisodes)
- 2010-2020 : Hawaii 5-0 (série télévisée) : Catherine Rollins (Principale saison 3 et 4, récurrente saison 1, 2 et 6, invitée saison 5 et 7 à 10 - 48 épisodes )
- 2018 : Mon fils, harcelé jusqu'à la mort (Conrad & Michelle: If Words Could Kill) (téléfilm) : Katie Rayburn
- 2018 : Une inquiétante jeune fille au pair (téléfilm) : Elise
- 2020 : Obsession rapprochée (téléfilm) : Karen
- 2021 : The Christmas Thief (téléfilm) : Lana Lawton